# Jules ten Brink
Eugenius Julius (Jules) ten Brink (Amsterdam, 4 november 1838 – Parijs, 6 februari 1889) was een Nederlands componist en dirigent.
Hij werd geboren binnen het gezin van vertaler Conrad ten Brink en Maria Christiana Elizabeth Groothuijs. Zoon Henri ten Brink (1856-1920) vertrok naar Zuid-Afrika om te musiceren en componeren.
Hij kreeg zijn muziekopleiding van Gustaaf Adolf Heinze (Amsterdam), Auguste Dupont (Brussel) en Ernst Friedrich Richter (Leipzig). Hij was vervolgens kapelmeester te Lyon (1860-1868) en Parijs, waar hij pianodocent werd en componeerde.
Van zijn hand verschenen een orkestsuite (1874), een symfonisch gedicht (1876), een symfonie in E-majeur, twee vioolconcerten, twee opéras comiques Calonice (1869/1870) en Mascarille(1888), werken voor piano (Valse chromatique en Rapsodie), kamermuziek, etc.
- Biblioteca Nacional de España: XX1425766
- International Standard Name Identifier: 0000 0000 5937 1739
- Library of Congress Control Number: nr2005012519
- Istituto Centrale per il Catalogo Unico: UBOV666691
- Système universitaire de documentation: 122320824
- Virtual International Authority File: 44255350
- WorldCat: E39PBJkD6V9dfcjfqBY7D44cyd